# Torá
El torá (toraz) és una llengua chapacura extingida que s'havia parlat al llarg dels trams inferiors del riu Marmelos al Brasil. SIL International va informar de 40 parlants el 1990, però el 2009 fou declarada extingida.